# Paracroma zamora
Paracroma zamora är en fjärilsart som beskrevs av Paul Dognin 1914. Paracroma zamora ingår i släktet Paracroma och familjen nattflyn. Inga underarter finns listade i Catalogue of Life.